# Fjäderbräken
Fjäderbräken (Nephrolepis cordifolia) är en spjutbräkenväxtart som först beskrevs av Carolus Linnaeus, och fick sitt nu gällande namn av Presl. Fjäderbräken ingår i släktet Nephrolepis och familjen Nephrolepidaceae. Utöver nominatformen finns också underarten N. c. pumicicola.

## Bildgalleri

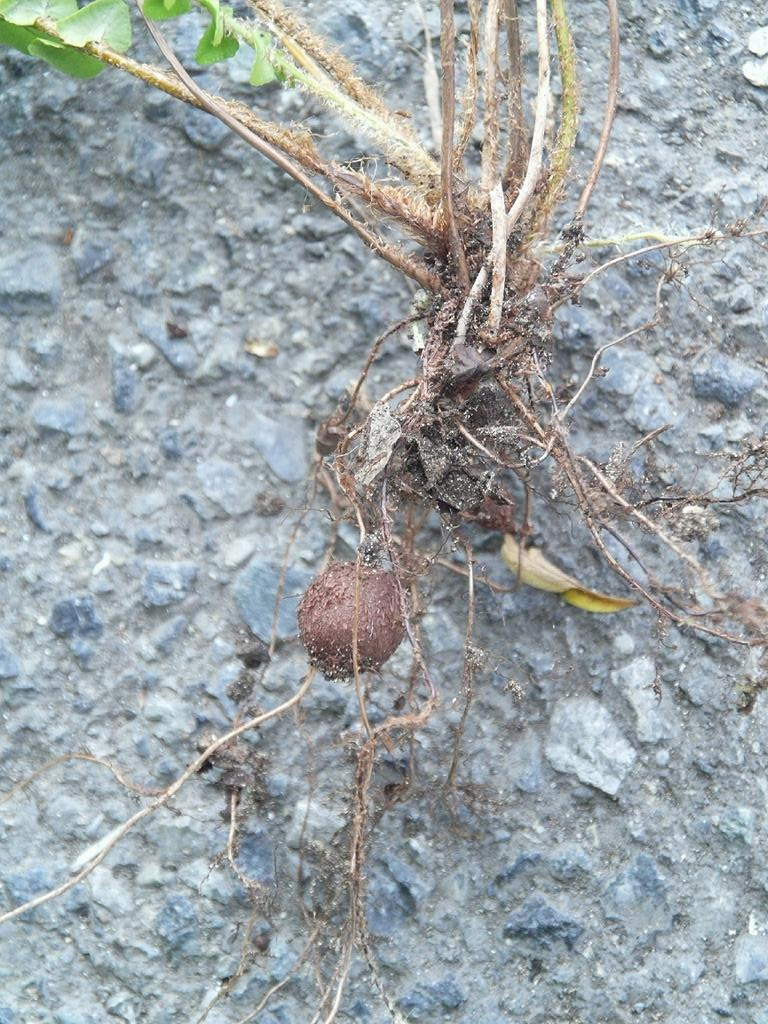
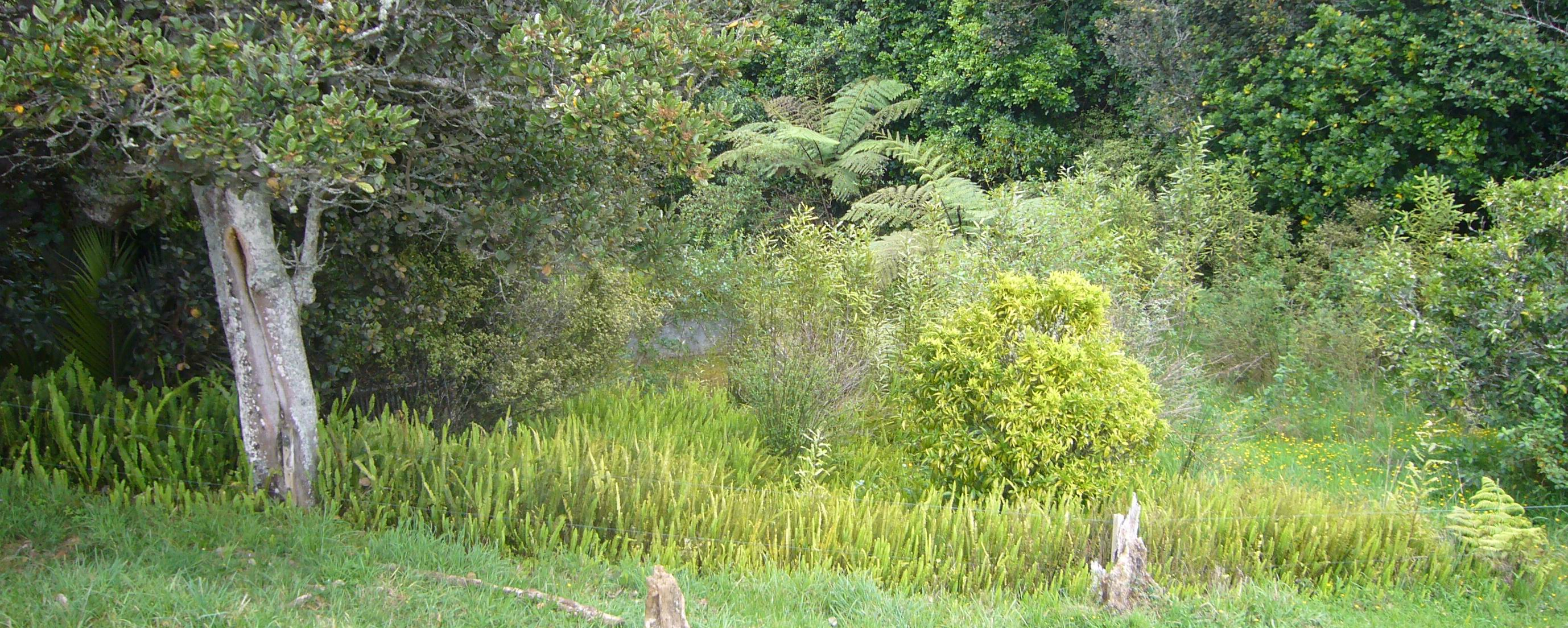